# Вэн (фамилия)
Вэн (Weng) — китайская фамилия (клан), кантонское произношение — Вонг (Wong), вьетнамское — Онг (Ông).
Значение иероглифа — «старик», «отец».

## Известные Вэн 翁
- Вэн Оухун (кит. 翁偶虹; 1908—1994) — китайский драматург, театральный режиссёр, театральный педагог, театровед, исследователь пекинской оперы.
- Вэн Тунхэ 翁 同龢, 1830—1904, уроженец уезда Чаншу провинции Цзянсу — высокопоставленный конфуцианский учёный и чиновник, член Академии Ханьлинь, известен поддержкой оказанной реформатору Кан Ювэй.

Вьетнамцы:
- Онг Ить Кхьем , Ông Ích Khiêm (1829—1884) — премьер-министр вьетнамского короля Ты Дык (годы правления: 1847—1883).